# 亞倫杖
亞倫杖（英語：Aaron's rod）指任何由摩西之兄亞倫所使用的手杖。根據《希伯来圣经·民數記》第17章第1-11節，亞倫的手杖與摩西杖一樣具有神奇的能力，而這能力在出埃及之前的十災時被賦與。它曾被摩西放在約櫃之前，並因此而發芽、開花和結果子。這亞倫杖後來成為了猶太教的特殊聖物。後世人利用名貴的材料仿造，飾之以藍寶石，並在杖上刻有亞倫的名，用以代表利未支派。

## 現代文學
D. H. 劳伦斯在1922年的一本小說亦用了相同的名字，講述主人公在第一次世界大戰時在歐洲的經歷。

## 外部連結
- Jasher 77 （页面存档备份，存于） A history of the sapphire stick from Adam to Moses is given in the Book of Jasher.